# Alejandrina de Prusia
Federica Guillermina Alejandrina María Elena de Prusia (Berlín, 23 de febrero de 1803-Schwerin, 21 de abril de 1892) fue la esposa y consorte del gran duque Pablo Federico de Mecklemburgo-Schwerin, así como la hija del rey Federico Guillermo III de Prusia y de Luisa de Mecklemburgo-Strelitz.

## Familia
Alejandrina fue el séptimo hijo y cuarta hija de Federico Guillermo III de Prusia y de su esposa, Luisa de Mecklemburgo-Strelitz. Fue una hermana menor de los reyes Federico Guillermo IV de Prusia y Guillermo I de Prusia, y de Carlota de Prusia, emperatriz de Rusia.
Su madre era una sobrina de la reina Carlota del Reino Unido y una hermana de la reina Federica de Hannover.

## Matrimonio y descendencia
El 25 de mayo de 1822, se casó con Pablo Federico de Mecklemburgo-Schwerin, que sucedió a su abuelo como gran duque de Mecklemburgo-Schwerin en 1837.
Tuvieron tres hijos:
- Federico Francisco II (1823-1883), gran duque de Mecklemburgo-Schwerin.
- Luisa (1824-1859), casada con el príncipe Hugo de Windisch-Grätz y tuvieron descendencia, incluida la princesa María de Windisch-Grätz)
- Guillermo (1827-1879), casado con la princesa Alejandrina de Prusia, hija del príncipe Alberto de Prusia.

Su matrimonio generalmente fue considerado infeliz; Pablo Federico era un militar quien tenía poco tiempo e interés en su esposa y familia. Alejandrina, en cambio, fue una devota madre quien crio a sus hijos con ternura y activamente cultivó sus intereses culturales. Alejandrina, ella misma, era muy culta, aunque también descrita como un estereotipo de princesa alemana distante. No fue considerada una intelectual pero atendía a lecturas académicas intelectuales y leía muchos libros.

## Títulos y órdenes

### Títulos

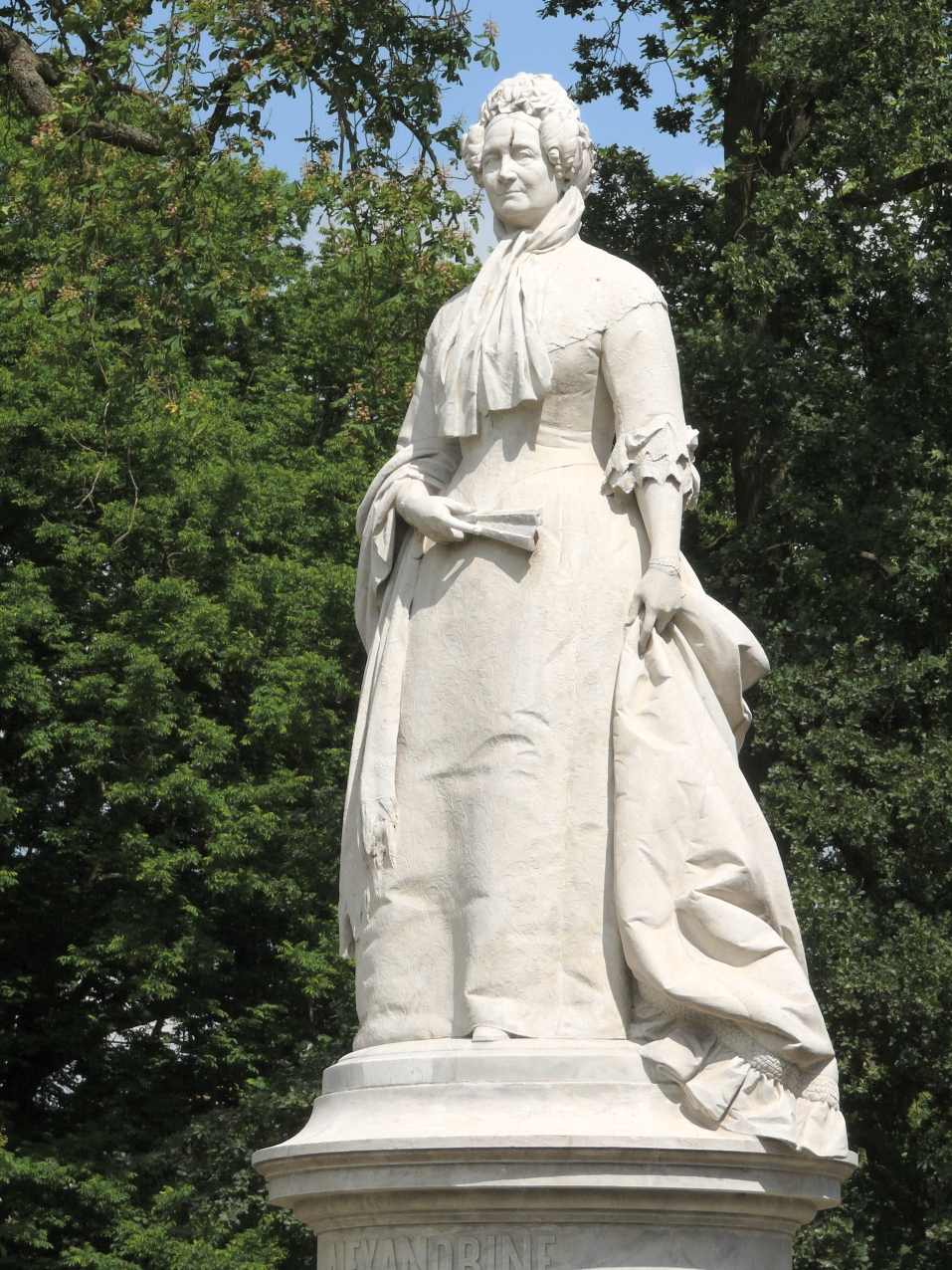
Monumento en Schwerin, por Hugo Berwald.

| ● 23 de febrero de 1803-25 de mayo de 1822: | Su alteza real la princesa Alejandrina de Prusia                 |
| ● 25 de mayo de 1822-1 de febrero de 1837:  | Su alteza real la gran duquesa heredera de Mecklemburgo-Schwerin |
| ● 1 de febrero de 1837-7 de marzo de 1842:  | Su alteza real la gran duquesa de Mecklemburgo-Schwerin          |
| ● 7 de marzo de 1842-21 de abril de 1892:   | Su alteza real la gran duquesa viuda de Mecklemburgo-Schwerin    |

### Órdenes
- Dama de la Orden de Luisa[1][2] (Reino de Prusia).
- Dama gran cruz con corona de gemas de la Orden de la Corona Wéndica (en diamantes)[2] (Gran Ducado de Mecklemburgo-Schwerin)
- Dama gran cruz de la Orden de Santa Catalina.[2] (Imperio ruso)
- Dama de honor de la Orden de Teresa.[2] (Reino de Baviera)

## Ancestros
| Predecesor: Luisa de Sajonia-Gotha-Altemburgo | Gran duquesa consorte de Mecklemburgo-Schwerin 1 de febrero de 1837-7 de marzo de 1842 | Sucesor: Augusta de Reuss-Köstritz |